# زانثون
الزانثون هو مركب عضوي صيغته الجزيئية هي O[C6H4]2CO، ويتواجد على صورة مادة صلبة بيضاء اللون. 
استُعمل الزانثون كمبيد حشري لأول مرة في عام 1939، ويستخدم حاليًا كمبيد للبيض للتخلص من بيض عثة التفاح، وكمبيد لليرقات. كما يستخدم الزانثون في تحضير مركب الزانثيدرول، والذي يستخدم في تحديد مستويات اليوريا في الدم. ويمكن استخدام الزانثون أيضًا كمحفز ضوئي.

## التحضير
يمكن تحضير مركب الزانثون عن طريق تسخين ساليسيلات الفينيل كما هو موضح:
وهناك ستة طرق مُسجّلة يُمكن من خلالها تحضير مشتقات الزانثون، وهي كما يلي:
- طريقة مايكل - كوستانيكي: والتي تستخدم خليطًا متساويًا من البولي فينول وحمض الهدروكسي بنزويك بعد أن يتم تسخينه باستخدام عامل تجفيف.
- طريقة فريدل - كرافتس: وتتضمن استخدام البنزوفينون كوسيط.
- طريقة روبنسون - نيشيكاوا: وهي نوع مختلف من تخليق هويش ولكن يتم الحصول من خلالها على مقادير منخفضة من النواتج.
- طريقة أساينا - تاناز: ويتم من خلالها تحضير بعض ميزوكسيلات الزانثونات، والزانثونات ذات المستبدلات الحساسة للأحماض.
- طريقة تاناز: وتستخدم لتخليق الزانثونات عديدة الهيدروكسي.
- طريقة أولمان: والتي تقوم بتحضير الزانثون من خلال تكثيف الفينول مع O- كلوروبنزين، ثم تحليق ثنائي الفينيل الناتج.

## مشتقات الزانثون
يشكل الزانثون المكون الرئيسي لمجموعة متنوعة من المركبات والمنتجات الطبيعية مثل المانجوستين، والليكسانثون، ويشار إلى هذه المركبات أحيانًا باسم الزانثونات أو الزانثونويدات، وهناك ما يزيد عن 200 مركب زانثون طبيعي معروف لنا حتى الآن، والتي يمكن العثور عليها في العديد من المواد الكيميائية النباتية الموجودة في نباتات الفصيلة البوناتية، ونباتات الفصيلة الكلوزية، ونباتات الفصيلة البدوستمونية، كما توجد أيضًا في بعض أنواع النباتات التي تنتمي إلى الفصيلة السوسنية. عُثر أيضًا على بعض الزانثونات في قشرة فاكهة المانجوستين، وكذلك في لحاء وأخشاب نبات الميسوا.